# 최광근

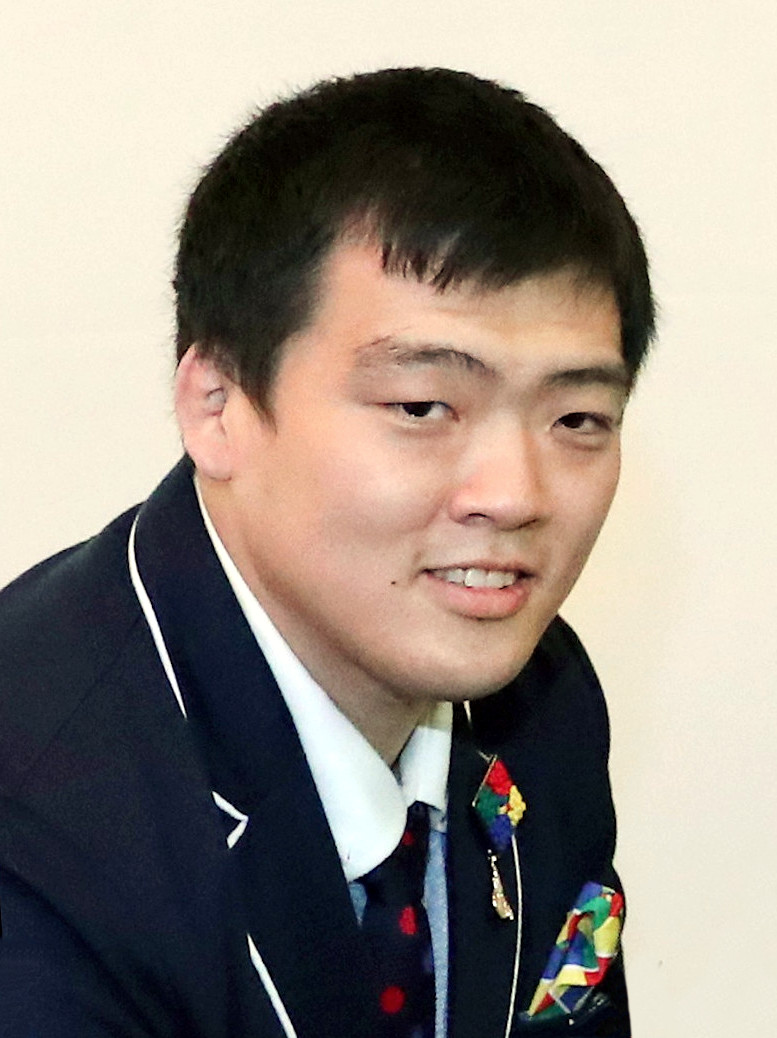

최광근(崔光根, 1987년 12월 3일~)은 대한민국의 패럴림픽 유도 선수이다. 2012년, 2016년, 2021년 하계 패럴림픽에 대한민국 대표로 출전해 2012년 남자 100kg급 금메달, 2016년 남자 100kg급 금메달, 남자 100kg급 동메달을 획득했다.
2018년 인도네시아 자카르타에서 열린 장애인 아시안게임 남자 100kg급 에서 은메달을 획득했고 남자 단체전에서도 금메달을 목에 걸었다.